# Прибой (Бурятия)
Прибо́й  (бур. Сохидол) — посёлок в Кабанском районе Бурятии. Входит в сельское поселение «Танхойское».
Основан при остановочном пункте Восточно-Сибирской железной дороги Прибой (5443 км).

## География
Расположен на берегу озера Байкал, в 23 км к северо-востоку от центра сельского поселения — посёлка Танхой. Через посёлок проходит Транссибирская магистраль, в 300 метрах южнее — федеральная автомагистраль Р258 «Байкал».

## Население
| 2002 | 2010 |
| ---- | ---- |
| 23   | ↗38  |

## Экономика
Личные подсобные хозяйства, рыболовство, туризм.